# 贵溪华南溪蟹
贵溪华南溪蟹（学名：Huananpotamon guixiense）为溪蟹科华南溪蟹属的动物。在中国大陆，分布于江西等地，常栖息于海拔1000米山区溪流石块下。